# Vincent Niclo
Vincent Niclo   (París, 6 de gener de 1975) és un cantant i actor francès.

## Formació, sortida de l'anonimat i primer àlbum
Vincent Niclo va néixer el 6 de gener de 1975 a París (França). Descendent d'una família d'artistes, els seus pares li van transmetre l'amor per la música i el cant. Amb només cinc anys, va guanyar un concurs de cant.
En el seus inicis es va interessar pel teatre i amb 18 anys feia de model per pagar-se els cursos. Es va inscriure al curs Florent on es beneficià dels ensenyaments del prestigiós Raymond Acquaviva. També realitzà el curs anomenat Simon i decidí participar en un curset a l'Actors Studio. A més a més, Vincent Niclo va cursar dos anys de dansa moderna.
El seu primer paper al teatre va ser a la peça de Marthe Vandenberg Renéixer a Bogotà. Participà també en diversos telefilms o sèries, com Sous le soleil, Extrême Limite o Nestor Burma i al cinema a Place Vendôme de Nicole Garcia.
Al cap de poc d'haver realitzat un espot publicitari per a una compilació disco, Jean-Pierre Pasqualini i Jeff Barnel li proposen l'any 1996 d'integrar el mixband Thats' French. Amb Rod Janois i Joanna Boumendil, grava Discollector que surt amb el segell Avrep de Pierre-Alain Simon en BMG.
Després de la seva trobada amb Thierry Dran de l'Òpera de París, perfecciona la seva tècnica de cant i obté el paper de Jim Farrel a la comèdia musical, Titanic l'any 2001.Vincent encadena llavors diversos papers en diferents comèdies musicals: Tony a West Side Story, el Vescomte de Valmont a Les Liaisons dangereuses, Tristan a Tristan et Iseut, Roméo Montaigu i el doblatge de Romeu a Roméo et Juliette, de la haine à l'amour. Al 2003, el jove cantant va encarnar el paper que va fer que el gran públic el descobrís, Rhett Butler a Autant en emporte le vent.
Després del fracàs d'un primer àlbum en solitari l'any 2005, Vincent Niclo realitza, l'any 2006, una sèrie de concerts amb una orquestra simfònica i cent cinquanta músics i coristes en el marc del recorregut Night of the Proms així com també fa part de la gira dels Zéniths de Chimène Badi al desembre del mateix any.

## Col·laboracions amb els Cors de l'Exèrcit Roig MVD i fama
Després de diverses experiències escèniques i discogràfiques, Vincent Niclo va voler retrobar-se amb el cant clàssic.
En aquells moments, va tenir la necessitat de reprendre els èxits de l'òpera amb coral i es va fixar amb els Cors de l'Exèrcit Roig MVD. Aconsellat per la seva agent Valérie Michelin, coneix Thierry Wolf el productor i empresari que també és francès i el presenta al cap de l'Orquestra Oficial a Moscou. El general Victor Eliseev dirigeix els Cors de l'Exèrcit Roig MVD des de 1978, és seduït pel projecte d'àlbum i convida Vincent Niclo a l'escenari en la gira francesa que realitzen i que és produïda per la societat FGL PRODUCCIONS al març de 2012. Vincent interpreta dos temes en aquesta gira: Ameno i La Marseillaise.
Després de l'experiència, els Cors de l'Exèrcit Roig MVD i Vincent Niclo enregistren l'àlbum Opéra rouge que agrupa temes com: Nessun dorma de Giacomo Puccini, Carmina Burana de Carl Orff, Adagio d'Albinoni de Remo Giazotto, Caruso de Lucio Dalla, Funiculi Funicula de Luigi Denza.
Aquest àlbum surt el 24 de setembre de 2012 i obté el seu primer disc de platí el 5 de novembre. El 10 de novembre de 2012, Vincent Niclo és convidat al Kremlin de Moscou per cantar al costat dels Cors de l'Exèrcit Roig MVD per a la Festa de l'Exèrcit.
El 24 de novembre de 2012, Vincent Niclo torna a cantar All by Myself amb Els Cors davant Céline Dion en un programa del canal francès France 2. Després d'aquesta trobada, Céline Dion proposa a Vincent Niclo i als Cors de l'Exèrcit Roig MVD d'acompanyar-la en la primera part de la seva gira titulada Tourneé Sans Attendre i que acabada el 2013.
El març de 2013, Vincent Niclo inicia una nova gira amb els Cors de l'Exèrcit Roig MVD, amb trenta-set concerts, rebent un triple disc de platí del seu productor Thierry Wolf per l'àlbum Opéra Rouge, al recinte del Zénith de Lille.
Thierry Wolf proposa a continuació a Mark Wilkinson, director del segell alemany Deutsche Grammophon, de realitzar un àlbum per al públic alemany, O Fortuna, que surt el 18 d'octubre de 2013.
En paral·lel, Vincent Niclo treballa en un àlbum en solitari en homenatge al tenor Luis Mariano. Anomenat Luis, el disc surt a França el 23 de setembre de 2013. En l'àlbum Forever Gentlemen, de 21 d'octubre de 2013, interpreta dues cançons: I've Got You Under My Skin amb Paul Anka i Dany Brillant així com Fly Me to the Moon amb Corneille i Roch Voisine.
Al febrer de 2014 surt Nos fiançailles, France/Portugal, àlbum de duos de Tony Carreira acompanyat per cantants francòfons, dels quals un d'ells és Vincent Niclo. Canten Qui Saura (Quem Será). Comença el 13 de maig de 2014 una gira titulada Premier rendez-vous, viatja per França, Bèlgica i Suïssa amb tres funcions destacades a l'Olympia els 28 de maig i 9 de novembre de 2013 així com el 8 de febrer de 2015. Els 14, 15, 16 i 17 de desembre de 2014, la gira passa per les ciutats alemanyes d'Oberhausen, Hambourg, Berlín i Stuttgart.
De l'11 al 14 de setembre de 2014, interpreta Guy a una nova producció de "Els paraigües de Cherbourg" de Jacques Demy i Michel Legrand al Teatre del Châtelet en versió musical simfònica amb l'Orquestra Nacional d'IIle-de-France dirigit per Michel Legrand, juntament amb: Natalie Dessay, Marie Oppert, Laurent Naouri, Jasmine Roy, Louise Leterme i Franck Vincent. Posada en escena de Vincent Vittoz i decoracions a càrrec de Sempé.
Al setembre de 2014 participa en el single inèdit Kiss & Love en benefici del Sidaction. Al novembre de 2014, s'edita la peça Musical Affair d'Il Divo. Diversos artistes canten plegats en quartet, alguns dels quals són: Hélène Ségara, Florent Pagny, Natasha St-Pier, Anggun, Vincent Niclo i Sonia Lacen.
El 8 de desembre de 2014, Vincent Niclo treu el seu tercer àlbum, Ce que je suis, del qual el primer fragment Jusqu'à l'ivresse escrit per Serge Lama i compost per Davide Esposito és presentat alguns mesos abans. Contràriament als àlbums precedents, conté cançons inèdites franceses i d'òpera. A la tardor de 2015 participa en la sisena edició de l'emissió Balla amb les estrelles, al canal francès TF1, al costat de la ballarina Katrina Patchett, acabant en setena posició.
A la primavera de 2016 Vincent Niclo treu el nou single Je ne sais pas, extret del seu quart àlbum titulat 5.Ø, totalment compost i realitzat per Pascal Obispo. L'àlbum es troba disponible des del 23 de setembre de 2016.
L'any 2018 Vincent Niclo reprèn l'estàndard de Grace Jones I've Se That Face Before (Libertango) en versió espanyola sota el títol Mi amor (Libertango). El 26 de setembre de 2019 canta amb Laëtitia Milot a duo Loin d'ici. Al desembre del 2020 surt l'àlbum Esperanto, una picada d'ullet a l'llengua epònima, amb la col·laboració de seminaristes russos ortodoxos.

## Discografia

### Àlbums d'estudi
- 2006 : Un nom sur mon visage (1000 exemplars venuts)
- 2012 : Opéra Rouge (Disc de Platí = 100 00 exemplars venuts)
- 2013 : Luis (Doble Disc de Platí = 200 000 exemplars venuts)
- 2014 : Ce que je suis (Disc de Platí = 100 00 exemplars venuts)
- 2016 : 5 Ø (Disc de Platí = 100 00 exemplars venuts)
- 2018 : Tango (Disc D'Or = 50 000 exemplars venuts)
- 2019 : Tenor (Disc D'Or = 50 000 exemplars venuts)
- 2020 : Esperanto (Disc D'Or = 50 000 exemplars venuts)

### Àlbums estrangers
- 2013 : O Fortuna (amb els Cors de l'Exèrcit Roig MVD) (a Alemanya)
- 2016 : Romantique (a Anglaterra)

### Àlbums de directe
- 2015 : Premier Rendez-vous Live (Triple Disc de Platí = 45 000 exemplars venuts)

## Ràdio
- 2016-2017 : Chanson d'amour[23] a BBC RÀDIO 2
- 2018-2019 : Carte Blanche a BBC RÀDIO 2

## Televisió
- 2013 : Miss França 2014 a TF1: de jurat
- 2015 : Danse avec les stars saison 6 a TF1: de candidat
- 2016 : Stars au grand air a TF1: com a participant
- 2019 : 300 choeurs, spéciale músique classique a France 3: d'animador
- 2020 : 300 choeurs pour les fêtes a France 3: d'animador

## Cinema
- 1998: Place Vendôme de Nicole Garcia: servent

### Sèries de televisió
- 1995 Nestor Burma: Vincent (Nestor Burma et le monstre)
- 1995 Extrême Límit: Marc (Secret professionnel, Agression)
- 1999-2000 Sous le soleil: Maxime (Soers rivales, Des bleus au coeur, La reconquête, Départs)